# 激愛 (リンダ・ロンシュタットのアルバム)
『激愛』（Mad Love）は歌手、ソングライター、プロデューサーのリンダ・ロンシュタットによる1980年に発売された10枚目のスタジオアルバム。ビルボードのアルバムチャートに当時のレコードとしても、女性アーティストとしても初めての5位で初登場し、すぐにロンシュタットにとって7年連続となる100万枚以上を売り上げたアルバムとなった。このアルバムはプラチナ・ディスクに認定され、グラミー賞にもノミネートされた。
このアルバムにはニール・ヤングの「まぼろしの恋人」(Look Out for My Love)と並んでエルヴィス・コステロの「パーティ・ガール」(Party Girl)、「ガールズ・トーク」(Girls Talk)および「トーキング・イン・ザ・ダーク」(Talking in the Dark)が収録されている。クリトーンズのファーストアルバム Thin Red Line からも3曲が採用されている。コステロの「トーキング・イン・ザ・ダーク」がリーナ・ラヴィッチのスタイルで演奏されていることから、『激愛』はしばしばニュー・ウェイヴやパンクに分類されることがある。
このアルバムからは熱狂的な「お願いだから」と痛々しく訴えかける「涙がいっぱい」という全米トップ10ヒットが生まれた。「アイ・キャント・レット・ゴー」がこのアルバムからの3曲目のヒットシングルとなった。ロンシュタットはビルボード誌の1980年のナンバーワン女性アーティストに選べれ多。これは彼女にとって4回目の栄誉となった（1975年、1977年、1978年にも選ばれている）。リンダはシングル「お願いだから」でグラミー賞の最優秀女性ロック・ヴォーカル・パフォーマンス部門にノミネートされた。イギリスではこのアルバムは65位となった。
リリースから31年後の2011年、『激愛』は廃盤となった。このアルバムはワーナー/ライノの「オリジナル・アルバム・シリーズ」（オリジナルのLPジャケットの小さな複製にそれぞれのCDが入った5枚組のボックスセット）の一部として2012年に再発売されたが、このボックスセットもすでに廃盤である。2018年、フライデー・ミュージックはピンクのLP盤の限定版をリリースした。
| 専門評論家によるレビュー      | 専門評論家によるレビュー |
| レビュー・スコア              | レビュー・スコア         |
| 出典                          | 評価                     |
| ----------------------------- | ------------------------ |
| オールミュージック            | [ 5 ]                    |
| ロバート・クリストガウ        | B-                       |
| ローリング・ストーン          | (mixed)                  |
| The Rolling Stone Album Guide | [ 8 ]                    |

## 収録曲
| #  | タイトル                                          | 作詞・作曲                                                     | 時間 |
| -- | ------------------------------------------------- | -------------------------------------------------------------- | ---- |
| 1. | 「激愛 - Mad Love」                               | マーク・ゴールデンバーグ                                       | 3:40 |
| 2. | 「パーティ・ガール - Party Girl」                 | エルヴィス・コステロ                                           | 3:22 |
| 3. | 「お願いだから - How Do I Make You」              | ビリー・スタインバーグ                                         | 2:25 |
| 4. | 「アイ・キャント・レット・ゴー - I Can't Let Go」 | チップ・テイラー、アル・コーゴニ                               | 2:44 |
| 5. | 「涙がいっぱい - Hurt So Bad」                    | テディ・ランダッツォ、・ボビー・ワインスタイン、ボビー・ハート | 3:17 |

| #         | タイトル                                               | 作詞・作曲       | 時間  |
| --------- | ------------------------------------------------------ | ---------------- | ----- |
| 6.        | 「まぼろしの恋人 - Look Out for My Love」              | ニール・ヤング   | 3:29  |
| 7.        | 「愛は買えない - Cost of Love」                        | ゴールデンバーグ | 2:38  |
| 8.        | 「ジャスティン - Justine」                             | ゴールデンバーグ | 4:00  |
| 9.        | 「ガールズ・トーク - Girls Talk」                      | コステロ         | 3:22  |
| 10.       | 「トーキング・イン・ザ・ダーク - Talking in the Dark」 | コステロ         | 2:12  |
| 合計時間: | 合計時間:                                              | 合計時間:        | 31:09 |

## パーソネル
- リンダ・ロンシュタット – リード・ボーカル、バッキング・ボーカル(4, 6)
- ビル・ペイン – キーボード
- マイケル・ボディカー（英語版） – シンセサイザー(10)
- ダン・ダグモア – エレクトリック・ギター(1-6, 8, 9, 10)、エレクトリック・ギター・ソロ(1, 6)
- マーク・ゴールデンバーグ（英語版） – エレクトリック・ギター(1-4, 7-10)、バッキング・ボーカル(1, 3, 7)、エレクトリック・ギター・ソロ(3, 4)
- ダニー・コーチマー – エレクトリック・ギター(5)、エレクトリック・ギター・ソロ(5)
- マイク・オールドリッジ（英語版） – ドブロ(6)
- ピーター・バーンスタイン（英語版） – アコースティック・ギター(9)
- ボブ・グラウブ（英語版） – ベース・ギター
- ラス・カンケル – ドラムス
- ピーター・アッシャー – タンバリン(4)、パーカッション(9)
- スティーヴ・フォアマン – パーカッション(9)
- ワディ・ワクテル – バッキング・ボーカル(1, 7)
- ニコレット・ラーソン – バッキング・ボーカル(3, 4, 9)
- ローズマリー・バトラー – バッキング・ボーカル(4, 9)
- ケニー・エドワーズ – バッキング・ボーカル(8)
- アンドリュー・ゴールド – バッキング・ボーカル(8)

### 製作
- ピーター・アッシャー – プロデューサー
- ヴァル・ギャレイ – 録音、ミキシング
- ニコ・ボラス – 録音助手
- マイク・リース – マスタリング
- ダグ・サックス – マスタリング
- マスタリング：ザ・マスタリング・ラボ（カリフォルニア州ハリウッド）
- コッシュ（英語版） – 美術監督、デザイン
- ピーター・ハウ – 写真撮影

## チャート
| チャート(1980年)                         | 最高順位 |
| ---------------------------------------- | -------- |
| Australia (Kent Music Report)            | 6        |
| オランダ (MegaCharts)                    | 37       |
| ニュージーランド (RMNZ)                  | 22       |
| ノルウェー (VG-lista)                    | 34       |
| United Kingdom (Official Charts Company) | 65       |
| US Billboard 200                         | 3        |